# Michael Söderlund
Michael Söderlund, né le 30 mars 1962 à Karlskrona, est un nageur suédois.

## Palmarès

### Jeux olympiques
- Los Angeles 1984
  -  Médaille de bronze en 4 × 100 m nage libre (participation aux séries)[1].

### Championnats d'Europe
- Championnats d'Europe 1981 :
  -  Médaille d'argent en 200 m nage libre
  -  Médaille de bronze en 4 × 200 m nage libre
- Championnats d'Europe 1985 :
  -  Médaille d'argent en 4 × 200 m nage libre
  -  Médaille de bronze en 4 × 100 m nage libre
- Championnats d'Europe 1987 :
  -  Médaille de bronze en 4 × 200 m nage libre